# Київ — Другий Єрусалим
Київ — Другий Єрусалим — світоглядна, богословська (теологічна) і філософська, політична і державницька, історіософська ідея, яка пропонує сприймати Київ як Новий Єрусалим на землі, копію Першого, Старого Єрусалиму давніх жителів Ізраїлю і Близького Сходу передхристиянських і християнських часів, образ Єрусалиму Небесного, знайомий Східній Церкві і людству завдяки Євангелію Христовому[джерело?].
Обґрунтування перенесення з Єрусалима до Києва духовного центру християнського світу, перетворення Києва на міжнародний релігійний центр, що ґрунтується на старозавітних ідеях про «зміну світових царств». Популярності концепція набула 1620 року під час місії єрусалимського патріарха Феофана III в Україну з метою відновлення православної ієрархії.
В історії розвитку теорії виділяється три періоди:
- XI—XII ст. — розробка та формулювання ідеї київськими книжниками;
- XVII ст. (період українського бароко) — ідея активно популяризується українськими церковними ієрархами та політичними діячами;
- XX ст. — ідея виступає як антитеза для революційних історіософських та соціальних доктрин.

Відображена була в творах Йова Борецького, Сильвестра Косова, Петра Могили, Феофана Прокоповича.
Схоже, головним теоретиком цієї концепції у часи бароко був Захарія Копистенський, що написав «Палінодію» (1621), а другою чергою — «Густинський літопис».

## Витоки концепції

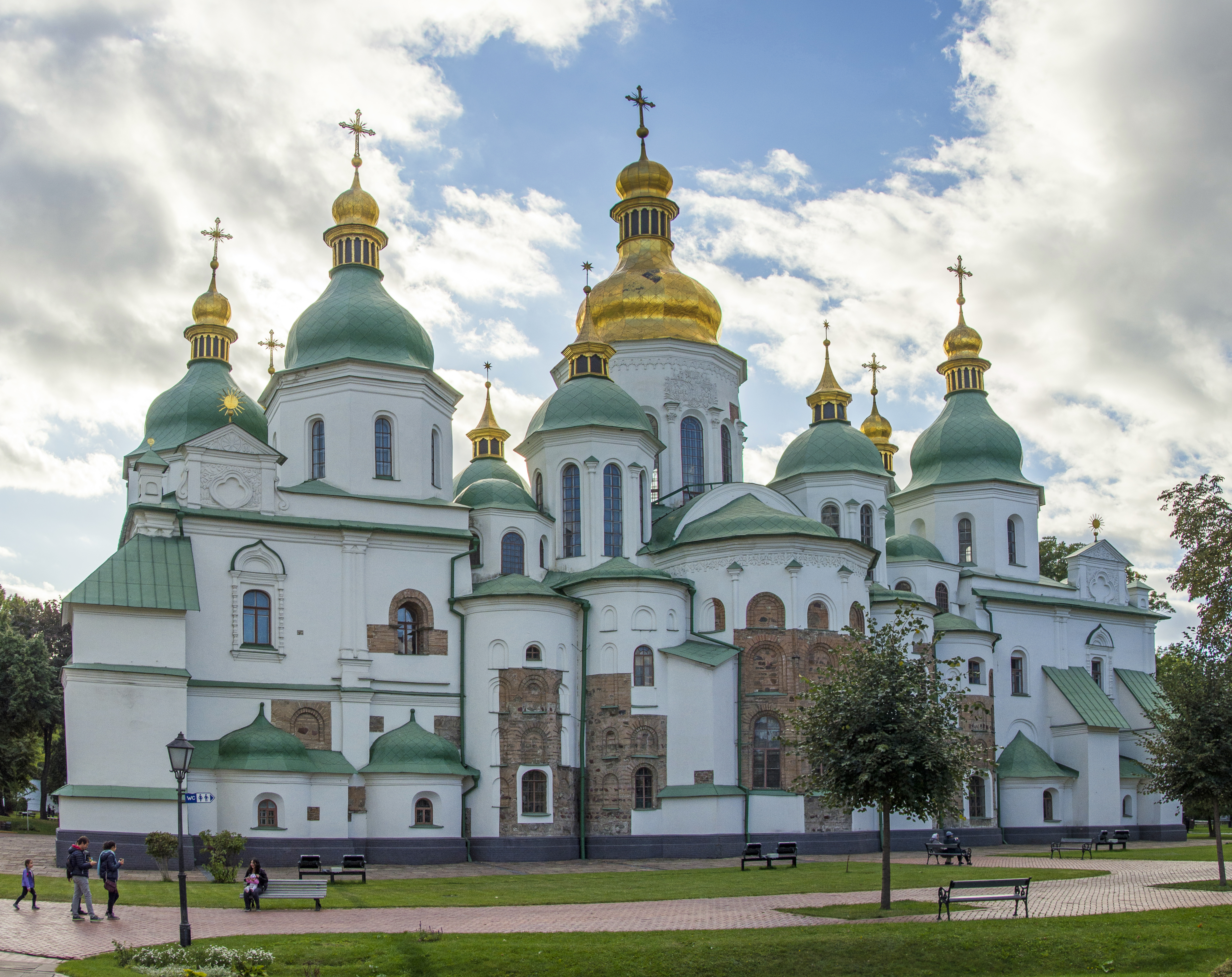
Софійський собор (Київ). Сучасний вигляд.

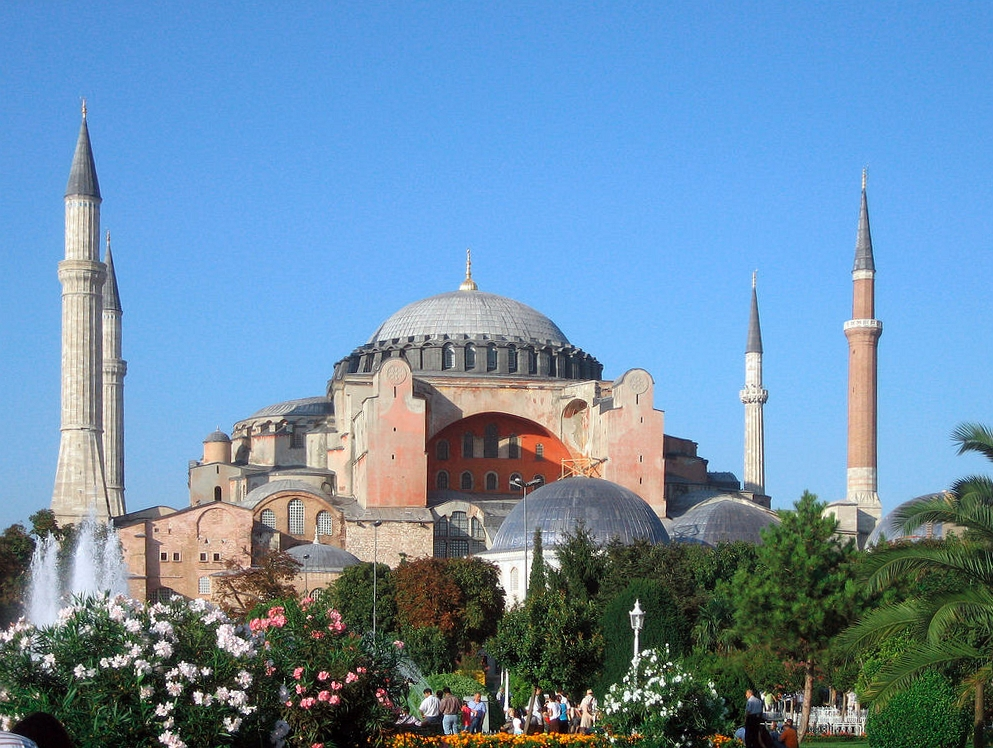
Софійський собор (Константинополь). Сучасний вигляд.

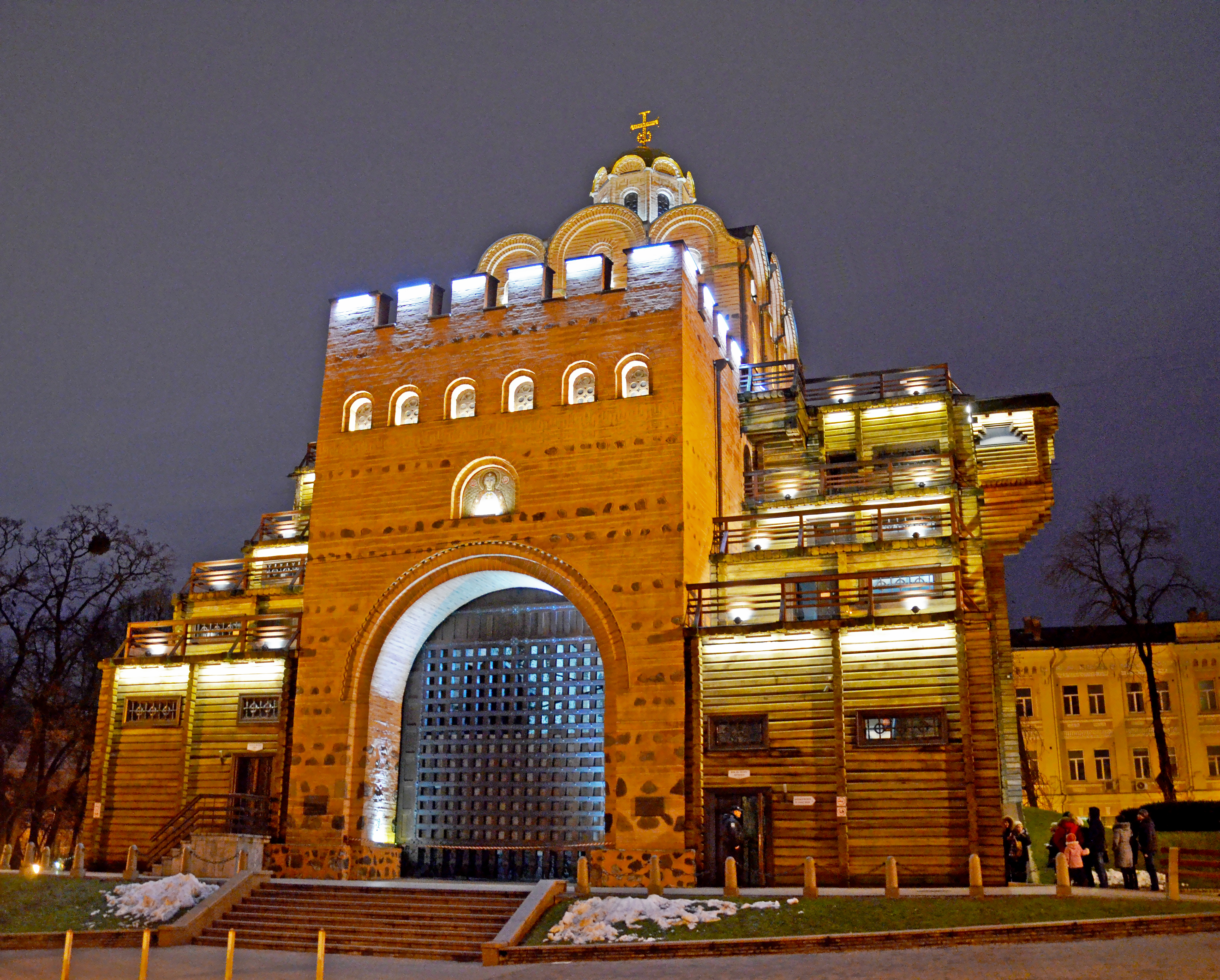
Золоті ворота (Київ). Сучасний вигляд.

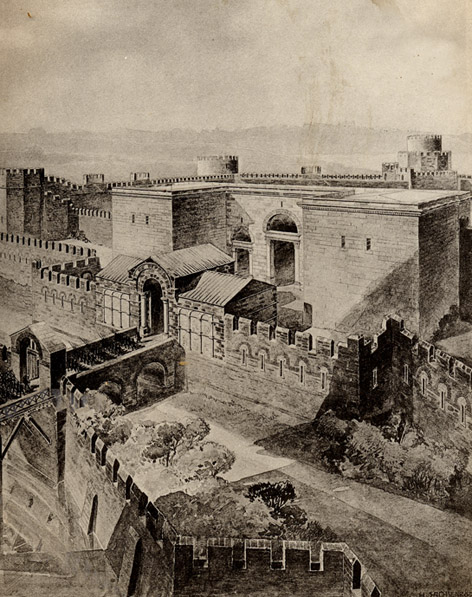
Реконструкція Золотих воріт Константинополя та фортифікаційних споруд початку XX століття.

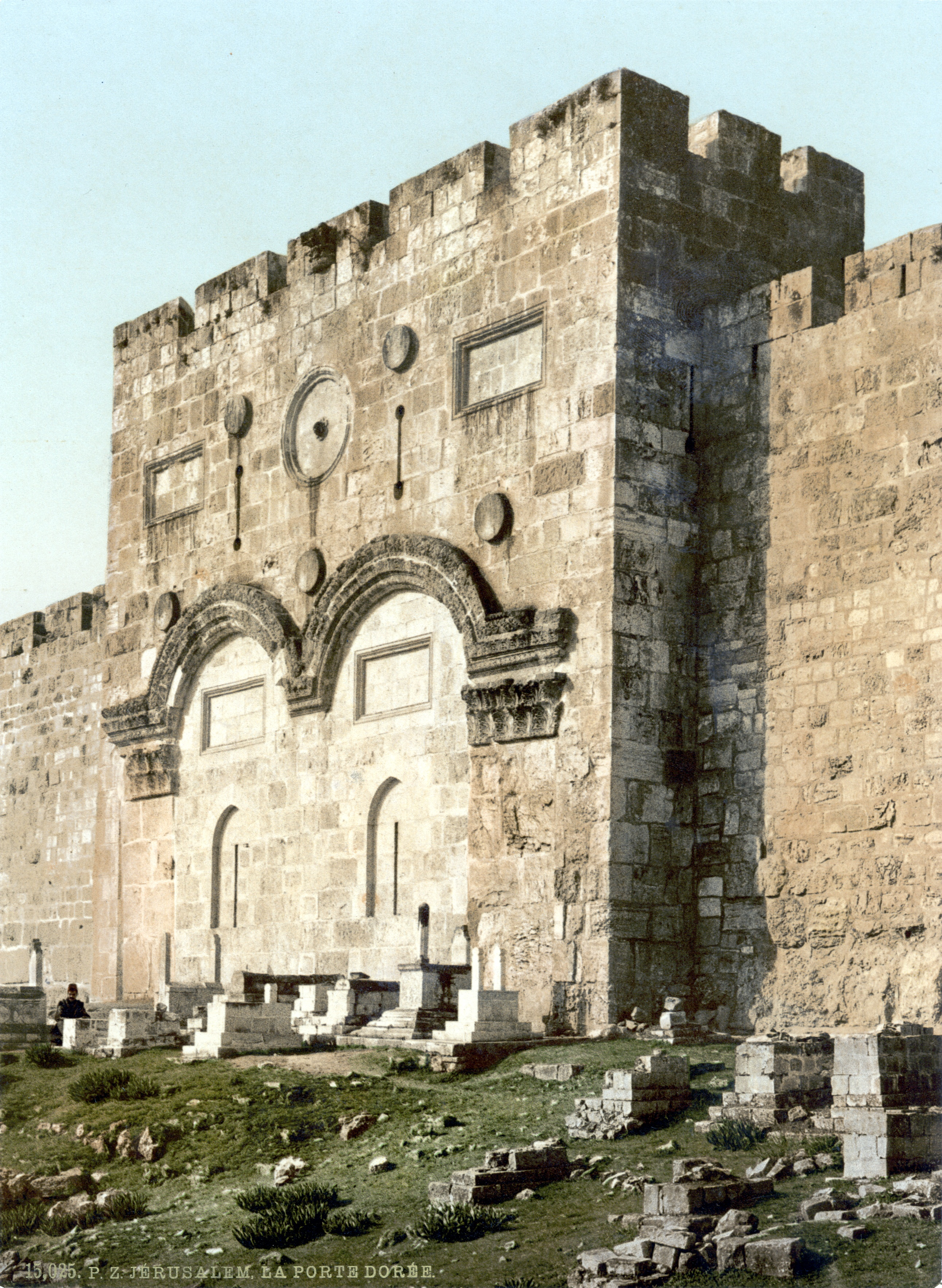
Золоті ворота (Єрусалим). (1900).

Містична ідея «Київ — Єрусалим» постала з рефлексій над текстами Старого і Нового Заповіту та християнської тези про зміну царств — Єрусалим Юдейский Старого Заповіту замінює Константинополь, столиця грецького царства Нового заповіту, які є втіленням Небесного Єрусалима на Землі.

## Концепція «Київ— Другий Єрусалим» у добу середньовіччя
У середньовічній суспільно-релігійній уяві, сформованій на основі Святого Писання та вчення Церкви, древній Єрусалим сприймався як сакральний центр світу. Тому не дивно, що на теренах Русі в церковно-народному середовищі народжується уява про свій край як образ «обітованої землі», «Нового Ізраїлю», а її столицю — Київ, як «Другий Єрусалим». Розробка даної концепції спостерігається уже в Іларіона Русина (XI ст.), де він порівнює князя Володимира з Костянтином Великим і вбачає у новій вірі закономірний акт божественного провидіння («але зробив милість нам Бог, і возсіяло в нас світло розуму»).
Цю ідею розвиває у «Пам'яті і похвалі князеві Володимиру» Яків Мніх словами «Оле чюдо! Яко Другий Єрусалим на землі явися Київ».
Інша пам'ятка давньоруської літератури — «Повість временних літ» обстоює схожі погляди, вкладаючи у вуста апостола Андрія пророчі слова про велич Києва.
І прибув він (святий Андрій) до гирла Дніпрового, а звідти вирушив угору по Дніпру. І сталося, що він прибув і зупинився під горами на березі. А ранком, вставши, промовив він до учнів, що були з ним: «Бачите ви гори ці? На горах цих засяє благодать Божа, буде місто велике і багато церков здвигне тут Бог». І піднявся він на гори ці, благословив їх, помолився Богу і зійшов з гори цієї, де пізніше виріс Київ.
Київ уявляється тогочасному русинові як осередок християнського правопорядку, що протистоїть навколишньому хаосу. Відповідно до християнського візантійського містицизму, реальний Град Божий на землі — це образ, ікона Вічного небесного граду. Тому і Володимир Великий, і Ярослав Мудрий у розбудові Києва втілювали райський ідеал у земних формах. Саме тому у Києві будується собор Святої Софії, оборонні споруди з Золотими воротами та інші споруди, натхненні спорудами Константинополя-Цареграда, які в свою чергу відтворювали споруди Єрусалима Юдейського. Передбачалось, що в кінці часів Ісус Христос ввійде у Київ через Золоті ворота, як він входив у Єрусалим і благословить Землю руську..
Віра в сакральність Києва простежується і в польського хроніста Галла Аноніма, де він наводить легенду про меч Щербець польського короля Болеслава, який став магічним, коли Болестав общербив його о Золоті ворота. В політико-ідеологічних уявленнях Русі-України Золоті ворота Києва розглядались як брама до царства.
Віра в Київ як «Другий Єрусалим», «священну столицю усіх руських земель», «старейшинствующий во градєх» зберігалася навіть в часи занепаду Київської Русі та її
поневолення монголо-татарськими завойовниками. «Розорення Києва, — пише проф. В. Ричка, — було осмислене давньоруськими книжниками як Боже покарання, що здійснилось над стольним градом Русі так само, як колись над Єрусалимом». Проте, зауважує вчений, «незважаючи на державну деструкцію Київської Русі й цезуру монгольського завоювання, її стольний град залишався найвизначнішим осередком політичного й духовного життя… В суспільній свідомості Київ залишався не тільки основним політичним і культурним центром, а й центром сакральним, осередком християнського благочестя… Не буде перебільшенням сказати, що у другій половині XIII-XIV ст. зберігалася конфесійна єдність всієї території Київської Русі, що живила у масовій свідомості уявлення про неї як про єдине етноконфесійне й політичне утворення».

## Сприйняття Києва як Другого Єрусалиму у ранньомодерний час
Навіть русини, що проживали на Московщині, у Московському князівстві, сприймали Київ як свій головний духовний осередок ще в 14 ст., в часи Сергія Преподобного.
Тому не дивно, що у XVI ст. у московських церковних книжників зустрічається теза про «преславный градъ Москву яко вторый Киевъ», яку лише згодом заміняє популярна донині у російських політиків і державників прозахідна, романофільська концепція «Москва — Третій Рим».
Ідея Києва як Другого Єрусалиму знову популяризується українськими і староруськими книжниками на початку XVII ст., в часи т. зв. «києворуського ренесансу»: відновлення Єрусалимським патріархом Теофаном у Києві в 1620 р. православної ієрархії та у тогочасній релігійній полеміці.
Єрусалимський патріарх поблагословив тоді гетьмана Петра Сагайдачного та українське козацтво на оборону прабатьківської православної віри, передавши їм благословіння від самого Гробу Господнього. Тоді ж патріарх Теофан у своєму окружному посланні за серпень 1620 р. закликав український православний народ і козацтво: «да не отступить ваша пам'ять от святого града Ієрусалима!».
Навернення до києворуської «єрусалимської» спадщини спочатку відбувається в інтелектуальному колі острозьких православних традиціоналістів (Іов Княгиницький, Іван Вишенський, Йов Залізо, Василій Суразький, Дем'ян Наливайко, Єлисей Плетенецький, Ісая Копинський та інші).
Митрополит Київський, Галицький і всієї Руси Йов Борецький свою кафедру прямо називає «новим руським Єрусалимом». У своєму окружному посланні від 15 грудня 1621 року митрополит Йов закликав всіх вірних знову звертатися: «…до богоспасаємого града Києва, другого руського Єрусалиму».
У цьому ж ключі слід розуміти і постанову Київського Православного Собору 1621 року про те, що «святий Андрій Апостол є перший Архієпископ Константинопольський, патріарх вселенський та Руський Апостол, і на Київських Горах ноги його стояли, і Русь очі його бачили, а уста благословили, і насіння віри він у нас насадив», а тому «воістину, Русь нічим не менша від інших східних народів». Цими словами Собор під головуванням митр. Йова (Борецького) стверджував «апостольство Києва, його статус „богохранимого“ і богообраного міста»
.
Коли Богдан Хмельницький 1648 р. в'їжджав у Київ, то патріарх Єрусалимський Паісій, який спеціально прибув до Києва, посвятив Богдана на «государя і гетьмана Руського», оголосивши його «князем Русі» та «новим Мойсеєм», «визволителем руського народу, новим Констянтином-фундатором», проводячи паралель з Константином Великим, що розбудував Константинополь і Єрусалим.
Про Київ, як містичний Богообранний Град пізніше пише Петро Могила та постмогилянці. Концепція «Київ — Другий Єрусалим» затрималась у вжитку аж до Феофана Прокоповича.
Не дивно, що у 1650х рр. з включенням Гетьманщини, Подніпров'я і Києва до сфери інтересів Руського царства ідея Нового Єрусалиму проявляє себе на Московщині у зв'язку з Москвою, виявом чого стало зокрема будівництво у 1656 році московським патріархом Никоном Ново-Єрусалимського монастиря.

## Сприйняття Києва як Другого Єрусалиму на Старій Русі у 1620х-1640х рр
Сприйняття Києва як Другого Єрусалиму в середовищі русинів і людей руської віри на теренах Гетьманщини, Литви і Корони, Речі Посполитої і навіть Московського (Руського) царства продовжувало розвиватися всю першу половину 17 ст. Про це можна почитати зокрема в конспекті статті Яковенко Н. Символ «Богохранимого града» у пам'ятках київського кола (1620—1640-ві роки). Зокрема звертається увага на такі риси світосприйняття людей, що сповідували і популяризували цей світогляд:
- києвоцентричне світосприйняття — сприйняття столиці і давнього духовного осередку Старої, Святої, Феодосієвої Русі (і Рідної України українства) як центру тогочасного руського (і українського) світу;
- вияв києвоцентризму через визнання за Києвом статусу Другого (Руського) Єрусалиму, що Божим промислом, як і Єрусалим Перший (Юдейський), за «терпіння» вистояв серед іновірців;
- долю Старої Русі (України), згідно з Божим приреченням, вручено Руській (і Українській) Кафоличній (і Православній) Церкві;
- поширення ідеї богообраності (старо)руського і (рідно)українського, ширше усього східнохристиянського (православного) народу, якому дано пізнати таємниці Царства Божого в кінці віків;
- проголошення переваги (старо)руської і (рідно)української віри (християнства в смислі східного, православного, грецького християнства) над латинством (християнством римо-католицьким і унійним);
- осмислення і проповідь безперервності історії Старої Русі між старовиною і новими часами (VII ст.) в тогочасний спосіб (через генеалогію): від Володимира Великого до короля Данила Романовича, а через нього до князів Острозьких і молодшої гілки — Заславських;
- пояснення і популяризація за допомогою цих ідей причин входження Старої Русі до Великого князівства Литовського і Корони Польської;
- маніфестація носіями цих, «богоносних», «богообранницьких» ідей, тогочасною (старо)руською шляхтою себе як оборонців (старо)руської, православної віри, східного християнства

## Концепція у XIX—XX ст
Навіть у XIX ст., коли землі Старої, Святої, Феодосієвої, Київської Русі (і Рідної України сучасного українства) входили до складу Російського господарства (імперії), створеного царем Петром Першим, званим у народі Антихристом. Старий Київ на Святих Горах Київських з його храмами і монастирями, з його Святою, Київською, Печерною, Феодосієвою Лаврою являвся чи не найбільшим центром паломництва в Російській імперії, залишаючись у свідомості православного українства, русинів і людей руської віри, східного християнства в його місцевому варіанті Божим Градом, Городом Господа Бога, Всевишнього, Царя Небесного, Христа і Троїці християн, Городом під Покровом Матері Божої, Святих і Преподобних.